# Aserbaidschanischer Fußballer des Jahres

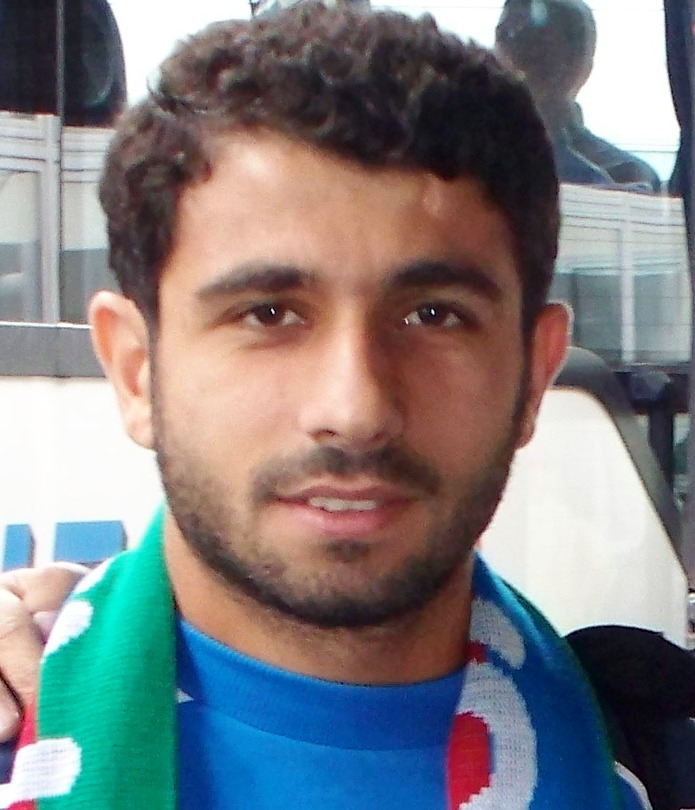
Rəşad Sadıqov ist mit sechs Auszeichnungen Rekordhalter.

Der aserbaidschanische Fußballer des Jahres des Jahres wird seit 1991, des Jahres der Unabhängigkeit der Republik Aserbaidschan, vergeben. Die Auszeichnung des Fußballer des Jahres wird seit 1992 alljährlich von Trainern, Funktionären und Journalisten der Azərbaycan Futbol Federasiyaları Assosiasiyası verliehen.

## Ausgezeichnete Spieler
| Jahr | Spieler             |
| ---- | ------------------- |
| 1991 | Samir Ələkbərov     |
| 1992 | Samir Ələkbərov (2) |
| 1993 | Samir Ələkbərov (3) |
| 1994 | Yunis Hüseynov      |
| 1995 | nicht vergeben      |
| 1996 | Vidadi Rzayev       |
| 1997 | Faig Jabbarov       |
| 1998 | Yunis Hüseynov (2)  |
| 1999 | Tərlan Əhmədov      |
| 2000 | Emin Ağayev         |
| 2001 | Zaur Tağızadə       |
| 2002 | Samir Əliyev        |
| 2003 | Qurban Qurbanov     |
| 2004 | Rəşad Sadıqov       |
| 2005 | Rəşad Sadıqov (2)   |
| 2006 | Ceyhun Sultanov     |
| 2007 | Mahmud Qurbanov     |
| 2008 | Kamran Ağayev       |
| 2009 | Vaqif Cavadov       |
| 2010 | Rəşad Sadıqov (3)   |
| 2011 | Rauf Əliyev         |
| 2012 | Ruslan Abışov       |
| 2013 | Rəşad Sadıqov (4)   |
| 2014 | Qara Qarayev        |
| 2015 | Rahid Amirguliyev   |
| 2016 | Rəşad Sadıqov (5)   |
| 2017 | Rəşad Sadıqov (6)   |
| 2018 | Mirabdulla Abbasov  |
| 2019 | Emil Balayev        |
| 2020 | Qara Qarayev (2)    |
| 2021 | Emin Mahmudov       |
| 2022 | Emin Mahmudov (2)   |